# Javier Álamo Cruz
Javier 'Javi' Álamo Cruz (Gáldar, Las Palmas, 18 d'agost de 1988) és un exfutbolista professional canari que jugava com a migcampista. Posteriorment fa d'entrenador de futbol.

## Carrera futbolística
Álamo va jugar les seves primeres temporades com a sènior a segona divisió B, amb el club local Universidad de Las Palmas CF (dos anys), RCD Mallorca B i el Real Unión. La temporada 2010–11 va marcar els seus primers gols com a professional, però els bascos no van assolir l'objectiu de retornar a la segona divisió.
Álamo va fitxar pel Recreativo de Huelva la temporada 2011–12. Va debutar amb el seu nou club el 27 d'agost de 2011, jugant els 90 minuts en una derrota per 0–1 a fora contra el Deportivo de La Coruña.
A les darreries de juliol de 2012, Álamo signà contracte per quatre anys amb el Reial Saragossa de La Liga. Va debutar a la competició el 16 de setembre, entrant com a substitut als darrers minuts en una derrota per 0–2 contra la Reial Societat.
Després que patís un descens en la seva primera temporada, Álamo va esdevenir titular habitual pels aragonesos. El 10 d'agost de 2015, fou cedit al Girona FC també de segona divisió per una temporada.
El 31 d'agost de 2016, com a agent lliure, va signar per un any amb el CA Osasuna, acabat d'ascendir a primera categoria. El següent 17 de gener, després d'haver jugat poc a Navarra, es va desvincular de l'Osasuna i va fitxar per la UD Almería hores després.
El 5 de gener de 2019, després de sis mesos sense club, Álamo va fitxar per l'Extremadura UD encara a la segona divisió.

### Després de la retirada
Després de marxar de l'Extremadura UD el juliol de 2019, Álamo va passar al Barakaldo CF, SD Ejea i CD Brea, abans de retirar-se al final de la temporada 2022-23. Abans de la temporada 2023-24, Álamo va decidir retirar-se i, en canvi, va ser nomenat entrenador ajudant de José Luis Loreto al CD Cuarte.